# Henequén

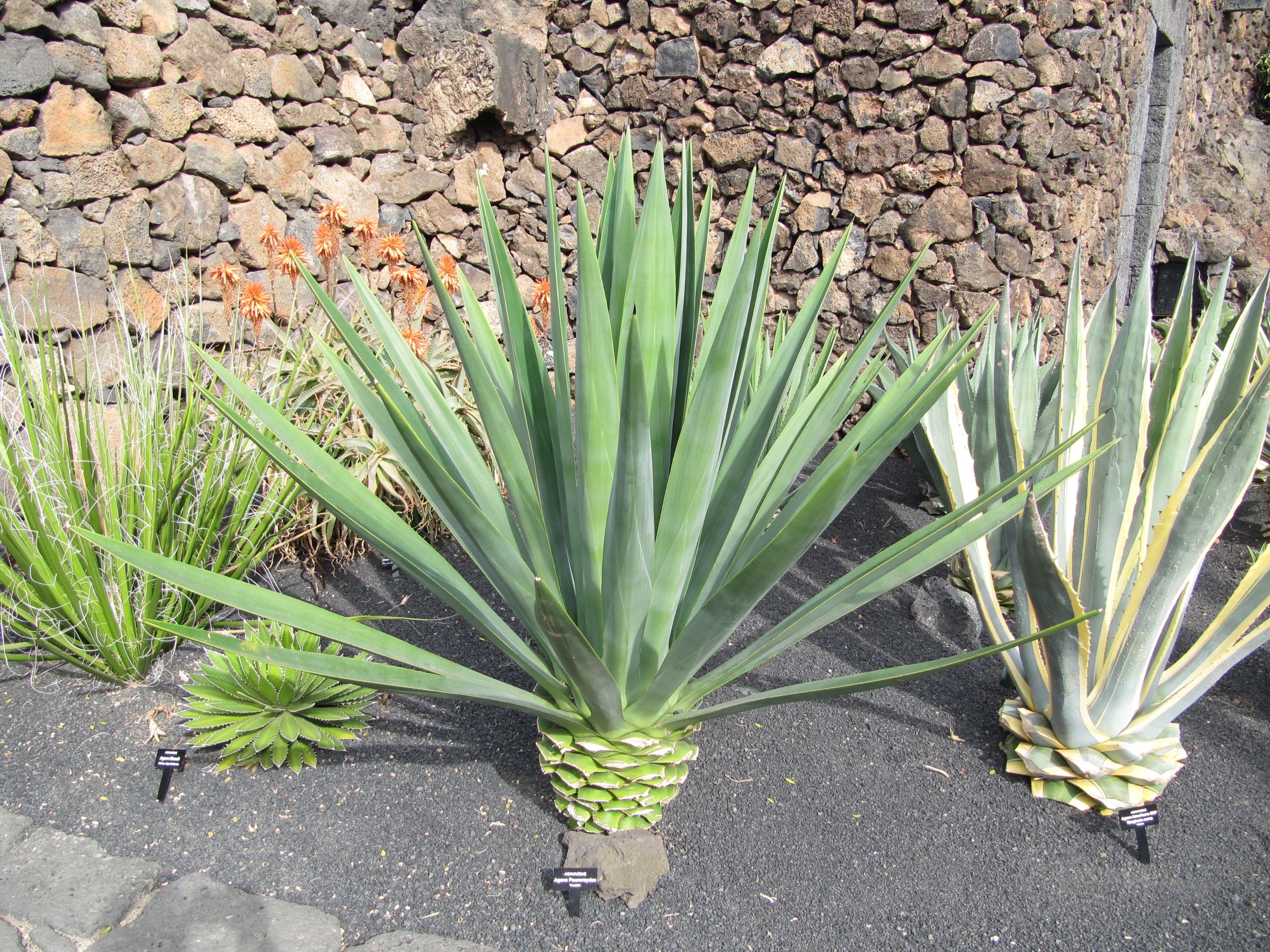
Z listů agave fourcroydes se získává henequén

Henequén je přírodní rostlinné listové vlákno pocházející z druhu Agave fourcroydes.

## Vlastnosti henequénu

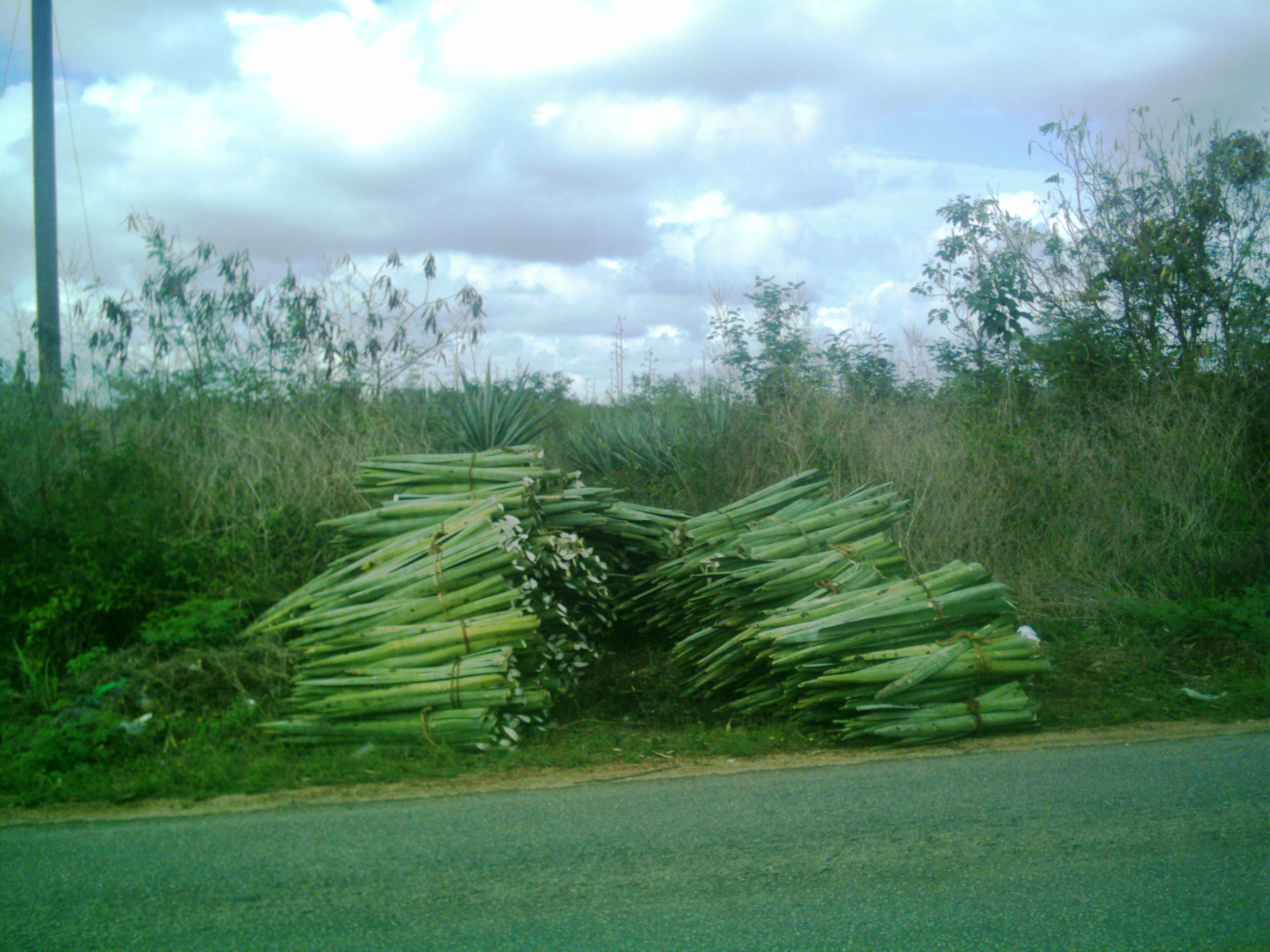
Sklizeň henequénu v Mexiku

Henequén se často pokládá za druh sisalu, od kterého se jen nepatrně odlišuje ve svých fyzikálních vlastnostech.
Vlákno je asi 1 m dlouhé, elementární vlákno má délku cca 2-2,5 mm a tloušťku 18 μm. Je bílé a lesklé, nepatrně hrubší a méně pevné než sisal. Hodnotí se nejčastěji podle délky a dále podle požadavků zpracovatele. Pro henequén neexistuje žádná mezinárodní stupnice pro hodnocení, tak jako je tomu u sisalu .

## Získávání a zpracování vláken
Listy agave se sklízejí až po sedmi letech zrání rostliny, vlákna se z nich získávají mechanickým rozvolňováním. Příze z henequénu se vyrábí stejným způsobem jako ze sisalu a používá k výrobě provazů, lan a hrubých koberců.

## Z historie henequénu
Vlákna se používala k textilnímu zpracování již ve středověku. K razantnímu nárůstu spotřeby došlo koncem 19. století, rekordní množství kolem 200 000 tun bylo dosaženo v roce 1916. Později však spotřeba téměř konstantně klesala a v roce 2011 se počítalo s celosvětovými dodávkami 16 100 tun, na kterých se podílelo Mexiko 11 200 a Kuba 1 400 tunami .

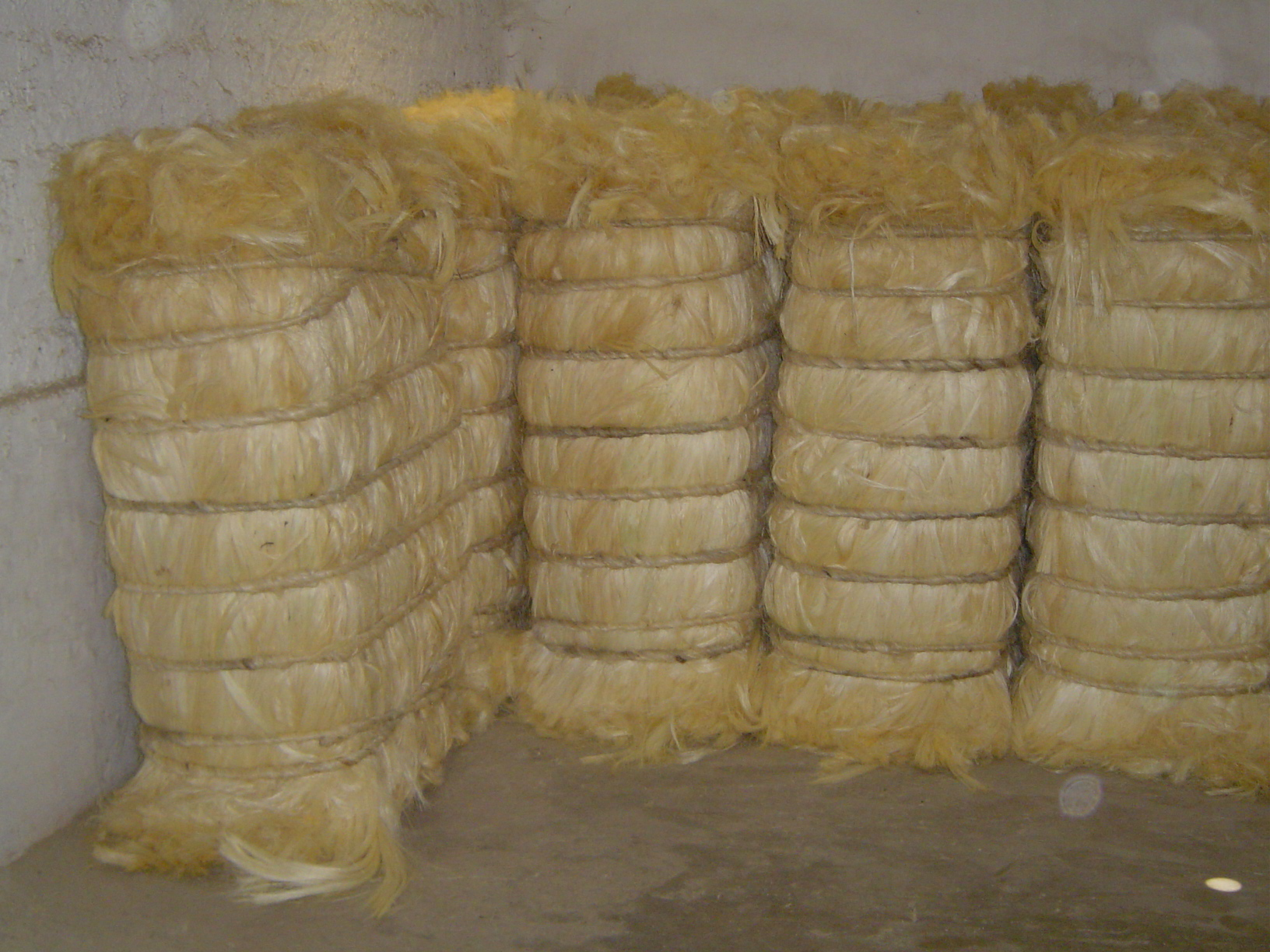
Balíky henequénu v mexickém skladišti